# Stazione di Balham
La stazione di Balham è una stazione situata nell'omonimo quartiere del borgo londinese di Wandsworth. L'impianto sorge lungo la ferrovia Londra-Brighton e, da qui, si dipana la linea per Beckenham Junction.

## Storia

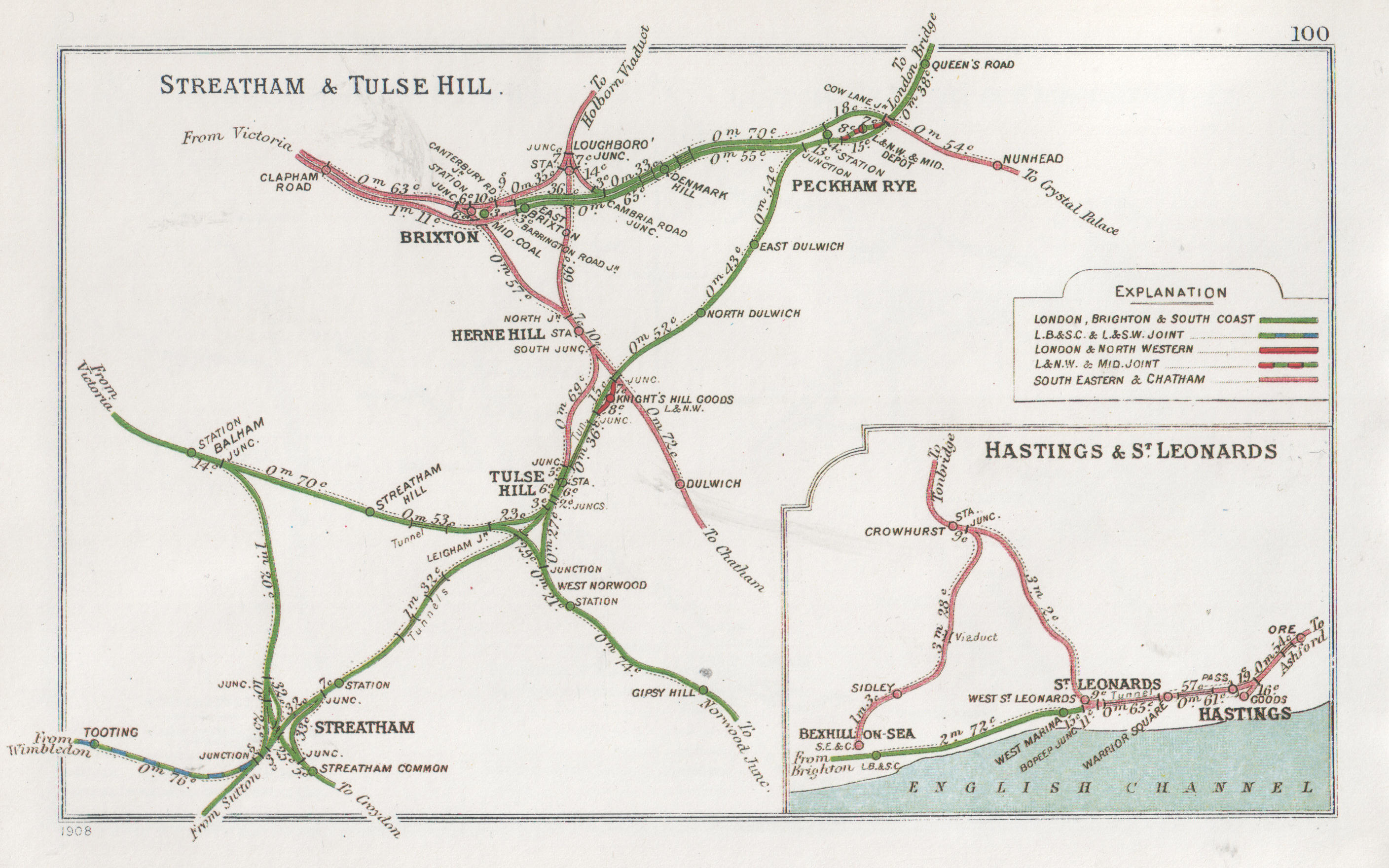
Una mappa del 1908 delle linee della stazione di Balham

La compagnia ferroviaria West End of London and Crystal Palace Railway inaugurò una stazione chiamata Balham Hill il 1º dicembre 1856. Fin dall'inizio la ferrovia è stata gestita dalla compagnia London, Brighton and South Coast Railway, che ha acquistato la linea nel 1859 dopo che era stata estesa a Battersea Wharf. La stazione è stata trasferita, dalla London, Brighton and South Coast Railway, nella sede attuale nel 1863 per dei lavori, il cui scopo era ampliare la linea e migliorare il percorso tra East Croydon e Victoria. La nuova stazione è stata chiamata Balham. Un ulteriore rimodellamento della linea è stato intrapreso nel 1890 e il 1897 per aumentare la capacità. Il 9 marzo 1927 è stata ribattezzata Balham e Upper Tooting, tornando al nome Balham il 6 ottobre 1969.
Le linee, che attraversano la stazione verso Crystal Palace, sono state elettrificate nel 1910. I lavori per i servizi rimanenti attraverso la stazione hanno avuto inizio nel 1913, ma sono stati interrotti dalla prima guerra mondiale e non completati fino al 1925. A questo punto il LB & SCR (London, Brighton and South Coast Railway) è stato assorbito nella Southern Railway.
Nel 1925 la Southern Line ha deciso di adottare un terzo sistema di elettrificazione della ferrovia e le linee, che attraversano la stazione sono state convertite, tra il giugno 1928 e il settembre 1929.
Negli anni '80 le linee ferroviarie nazionali erano servite dalla Network SouthEast fino alla privatizzazione delle ferrovie britanniche nel 1993.
Dopo la privatizzazione, le linee ferroviarie nazionali passarono sotto il controllo della Connex South Central, che è stata sostituita dal gestore attuale nel 2000.

## Strutture e impianti
La stazione di Balham, gestita dalla Southern, è situata lungo la diramazione di Londra Victoria della linea Londra-Brighton. Sebbene su una rotta nord-sud, i binari attraversano Balham su un asse di circa est-ovest, con Victoria in direzione ovest.
I binari sono su un terrapieno e l'accesso alle piattaforme è tramite un sottopassaggio. Ci sono quattro binari e quattro piattaforme, anche se solo due sono regolarmente in servizio. Poco oltre la fine, a sud/est della stazione, la linea si divide in due rami. Un ramo è il Brighton Main Line, proseguendo verso East Croydon, mentre l'altro va in direzione Crystal Palace, lungo la linea per Beckenham Junction. Più a sud, c'è un altro ramo che si dirige verso Mitcham Junction e Sutton. Tra Balham e Mitcham Junction, è stata inaugurata una nuova stazione, Mitcham Eastfields, nel 2008.
Balham è situata nella Travelcard Zone 3.

## Movimento
Il servizio tipico fuori dal periodo di punta di questa stazione è:
- 12 treni all'ora per Londra Victoria
- 4 treni all'ora per Sutton
- 3 treni all'ora per Epsom
- 2 treni all'ora per Caterham
- 2 treni all'ora per London Bridge
- un treno all'ora per Epsom Downs
- un treno all'ora per Milton Keynes Centrale
- un treno all'ora per South Croydon

## Interscambi
La stazione consente l'interscambio con la fermata omonima della linea Northern della metropolitana di Londra.
Nelle vicinanze della stazione effettuano fermata numerose linee urbane automobilistiche, gestite da London Buses.
- Fermata metropolitana (Balham, linea Northern)
- Fermata autobus

## Galleria d'immagini

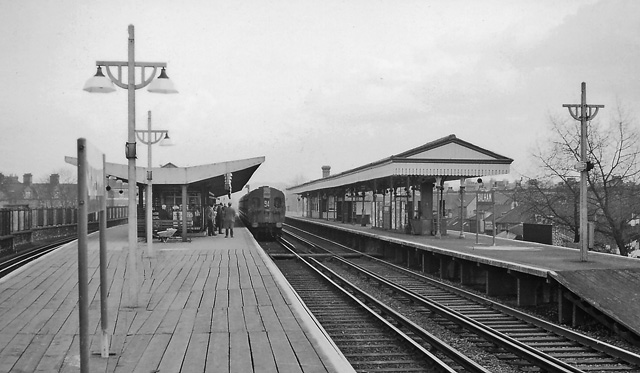
Il binario principale della stazione nel 1961
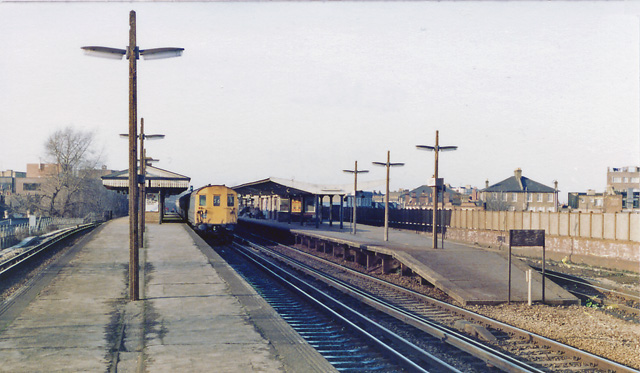
Il binario principale della stazione nel 1982